# Ansambel Taims
Ansambel Taims je nekdanja zamejska slovenska narodnozabavna zasedba, ki je delovala od leta 1970 nepretrgoma do leta 1992. Po tem letu je nastopala le še na priložnostnih prireditvah do ponovne obuditve leta 2009. Sedež je imela v kraju Opčine pri Trstu. Poznani so bili tudi kot Fantje s Krasa. To ime so si nadeli leta 1986 za večjo prepoznavnost. Po sestavi je bil kvartet s klavirsko harmoniko in pevcem oziroma večglasnim pevskim sestavom ali kvintet s klavirsko harmoniko in večglasnim moškim sestavom oziroma mešanim duetom in tercetom.

## Zasedba
Člani ansambla v različnih časovnih obdobjih so bili:
- Janez Beličič – harmonika;
- Evald Crevatin – trobenta;
- Nadja Fabris Špacapan – vokal;
- Peter Filipčič – bariton;
- Sergij Guštin – harmonika;
- Boris Košuta – vokal;
- Igor Košuta – klarinet;
- Marko Lupinc – orgle;
- Zoran Lupinc – rog in diatonična harmonika;
- Anica Škerlavaj – kitara;
- Jožko Terčon – bas kitara;
- Tone Trento – bobni;

## Delovanje

### Uradno delovanje
Ansambel Taims je bil ustanovljen leta 1970 v Finžgarjevem domu na Opčinah pri Trstu. Pobudnik za ustanovitev zasedbe je bil Franc Pohajač. Ime Taims je nastalo iz začetnic imen ustanovnih članov. To so bili:
- T: Tone Trento – bobni;
- A: Anica Škerlavaj – kitara;
- I: Igor Košuta – klarinet;
- M: Marko Lupinc – orgle;
- S: Sergij Guštin – harmonika;

Ansambel je imel preko tisoč nastopov na raznih vaških veselicah, plesih, ohcetih in koncertih. Nastopal je predvsem pri zamejskih Slovencih v Italiji  (na Tržaškem, Goriškem, v Furlaniji) in v Sloveniji. Leta 1987 je nastopil tudi na Alpskem večeru na Bledu, istega leta pa pri RTV Ljubljana (današnja RTV Slovenija) izdal kaseto in posnel samostojno televizijsko oddajo. Izjemno uspešen je bil na festivalih v Števerjanu in na Ptuju.
Avtorja skladb sta bila večinoma harmonikar Janez Beličič in tekstopisec Saša Martelanc. Večinoma sta ustvarila skladbe, ki so pele o navezanosti na domačo glasbo, kraški naravi ali pa sta izlila svoja čustva.

### Konec in ponovna obuditev
Nepretrgoma je ansambel deloval do leta 1992. Po tem letu je nastopil le še na priložnostnih prireditvah, sicer pa so nekateri člani nastopali v Kvintetu Adria. Leta 2009 je bil Ansambel Taims ponovno obujen, člani so posneli nekaj novih pesmi in znova nastopili na festivalu narodnozabavne glasbe v Števerjanu, kjer so bili nagrajeni že v preteklosti, uspešni pa so bili tudi po ponovnem zagonu. Kot gosti so v revijalnem delu proslavili štiridesetletnico delovanja.
Leta 2011 so pri Založbi kaset in plošč RTV Slovenija izdali zgoščenko Štirikrat deset. Na njo so uvrstili tudi osem do takrat neobjavljenih skladb, ki so nastale priložnostno ali za festivale narodnozabavne glasbe ali pa prav za ta nov projekt, ki je obeležil štiridesetletnico ansambla. Zasedba se je medtem spremenila, njihova ustvarjalnost pa ni usahnila.
10. aprila 2011 so v telovadnici športno kulturnega centra v Zgoniku priredili velik koncert, na katerem je Ansambel Taims obeležil svojo štiridesetletnico delovanja. Koncert so poimenovali po eni njihovih največjih uspešnic Melodije zelenih dni. Koncert sta povezovala Tamara Stanese in Boris Kopitar, nastopilo pa je tudi veliko glasbenih prijateljev. Na koncertu so tudi podelili spominske plakete nekaterim ljudem, ki so zaslužni za nastanek in razvoj ansambla. Prejeli so jih ustanovitelj Taimsov Franc Pohajač, tekstopisec Saša Martelanc, avtor glasbe Janez Beličič ter glasbenika Robert Briščak in Diego Ivančič.

## Uspehi
Ansambel Taims je na festivalih dosegel naslednje uspehe: 
- 1971: Festival Števerjan – 2. nagrada za izvedbo.
- 1976: Festival Števerjan – Nagrada za najboljši pevski duet (nagrajenca Nadja Fabris in Boris Košuta).
- 1977: Festival Števerjan – 2. nagrada za najboljšo melodijo in nagrada za najboljši zamejski ansambel.
- 1978: Festival Števerjan – 2. nagrada občinstva.
- 1983: Festival Števerjan – 1. nagrada za izvedbo, nagrada za najboljšo melodijo in nagrada za najboljši zamejski ansambel.
- 1985: Festival Števerjan – Nagrada za najboljši kvintet in za najboljši zamejski ansambel.
- 1990: Festival Števerjan – 1. nagrada za izvedbo in nagrada za najboljši zamejski ansambel.
- 2010: Festival Števerjan – Nagrada za najboljšo melodijo in nagrada za najboljše besedilo (nagrajenec Saša Martelanc).

## Diskografija
Ansambel Taims je izdal več kaset in zgoščenk. Nekatere med njimi:
1. Fantje s Krasa (1988)
2. Štirikrat deset (2011)

## Največje uspešnice
Ansambel Taims je najbolj poznan po naslednjih skladbah: 
- Čez gmajno
- Deset let polka
- Mala harmonika
- Melodija zelenih dni
- Zbogom pomlad